# NGC 4435
NGC 4435 é uma galáxia lenticular (SB0) localizada na direcção da constelação de Virgo. Possui uma declinação de +13° 04' 47" e uma ascensão recta de 12 horas, 27 minutos e 40,5 segundos.
A galáxia NGC 4435 foi descoberta em 8 de Abril de 1784 por William Herschel.